# Royan
Royan (Saintongeais: Roeyan) là một xã ở tỉnh Charente-Maritime thuộc vùng Nouvelle-Aquitaine tây nam nước Pháp.

## Thời tiết
| Month              | Jan  | Feb  | Mar  | Apr  | May  | Jun  | Jul  | Aug  | Sep  | Oct  | Nov  | Dec  | Year  |
| Avg low (°C)       | 3.4  | 4.0  | 5.4  | 7.4  | 10.7 | 13.7 | 15.8 | 15.7 | 13.7 | 10.5 | 6.3  | 3.9  | 9.2   |
| Avg high (°C)      | 8.5  | 9.9  | 12.1 | 14.7 | 17.9 | 21.3 | 23.8 | 23.5 | 21.8 | 18.0 | 12.6 | 9.2  | 16.1  |
| Average (°C)       | 5.9  | 6.9  | 8.7  | 11.1 | 14.3 | 17.5 | 19.8 | 19.6 | 17.8 | 14.2 | 9.4  | 6.6  | 12.7  |
| Insolation (h)     | 84   | 111  | 174  | 212  | 239  | 272  | 305  | 277  | 218  | 167  | 107  | 85   | 2250  |
| Precipitation (mm) | 82.5 | 66.1 | 57.0 | 52.7 | 61.1 | 42.9 | 35.1 | 46.4 | 56.5 | 81.6 | 91.8 | 81.8 | 755.3 |

## Dân số
| 1806 | 1820 | 1876 | 1906 | 1911 | 1921  | 1936  | 1946 | 1954  | 1962  | 1968  | 1975  | 1982  | 1990  | 1999  | 2005  |
| ---- | ---- | ---- | ---- | ---- | ----- | ----- | ---- | ----- | ----- | ----- | ----- | ----- | ----- | ----- | ----- |
| 2202 | 2339 | 5155 | 8843 | 9330 | 10242 | 12192 | 6649 | 12289 | 16521 | 17292 | 18062 | 17540 | 16837 | 17102 | 18100 |
|      |      |      |      |      |       |       |      |       |       |       |       |       |       |       |       |

## Thành phố kết nghĩa
- Balingen, Baden-Württemberg, Đức
- Gosport, Hampshire, Anh
- Nafplion (Ναύπλιο), Peloponnese, Hy Lạp

## Những người nổi tiếng sinh ra tại Royan
- Pierre Dugua, Sieur de Mons, (ca 1558–1628), merchant, explorer and colonizer
- Eugène Pelletan (1813–84), writer, journalist and politician
- Jacques Fontaine III
- Auguste Rateau

## Những người nổi tiếng đã đến Royan
- Pablo Picasso
- Leon Trotsky
- Émile Zola
- Sacha Guitry
- Jules Michelet
- Howard Zinn
- Johnny Halliday
- Hélène Segara
- André Malraux
- Nicolas Sarkozy